# Aerdenburg
Aerdenburg is een buurtschap in de Nederlandse gemeente Zevenaar, gelegen in de provincie Gelderland. Het ligt ten noordwesten van het dorpje Aerdt en ten noordoosten van Pannerden. Aerdenburg bestaat uit drie wegen: Aerdenburg, Aerdsedijk en Beuningsestraat. De buurtschap bestaat uit enkele boerderijen. Tot 1883 stond er tevens het kasteel of landhuis Aardenburg.
De postcode van Aerdenburg is 6913, de postcode van Aerdt.
Stad: Zevenaar      Dorpen: Aerdt · Angerlo · Babberich · Giesbeek · Herwen · Lathum · Lobith · Oud-Zevenaar · Pannerden · Spijk · Tolkamer

Buurtschappen: Aerdenburg · Bahr · Bevermeer · Bingerden · Geitenwaard · Holthuizen · Kijfwaard · Kwartier · Ooy · Oud-Dijk (deels) · Tuindorp · Veldhuizen · Zweekhorst

Voormalige gemeenten: Angerlo · Rijnwaarden

Gelderland: Steden en dorpen in Gelderland      Nederland: Provincies · Gemeenten